# Soulages-Bonneval
Pour les articles homonymes, voir Soulages et Bonneval.
Soulages-Bonneval est une commune française située dans le département de l'Aveyron, en région Occitanie.

## Géographie

### Localisation
Le territoire de cette commune matérialise une fraction centre-sud du Massif central sur le plateau de la Viadène[précision nécessaire]. Il est traversé par la Selves, un affluent de la Truyère.

### Communes limitrophes
Soulages-Bonneval est limitrophe de cinq autres communes.
Les communes limitrophes sont  Cassuéjouls, Huparlac, Laguiole, Montpeyroux et Saint-Amans-des-Cots.
|                      | Huparlac          | Cassuéjouls |
| Saint-Amans-des-Cots | Soulages-Bonneval | Laguiole    |
|                      | Montpeyroux       |             |

### Hydrographie

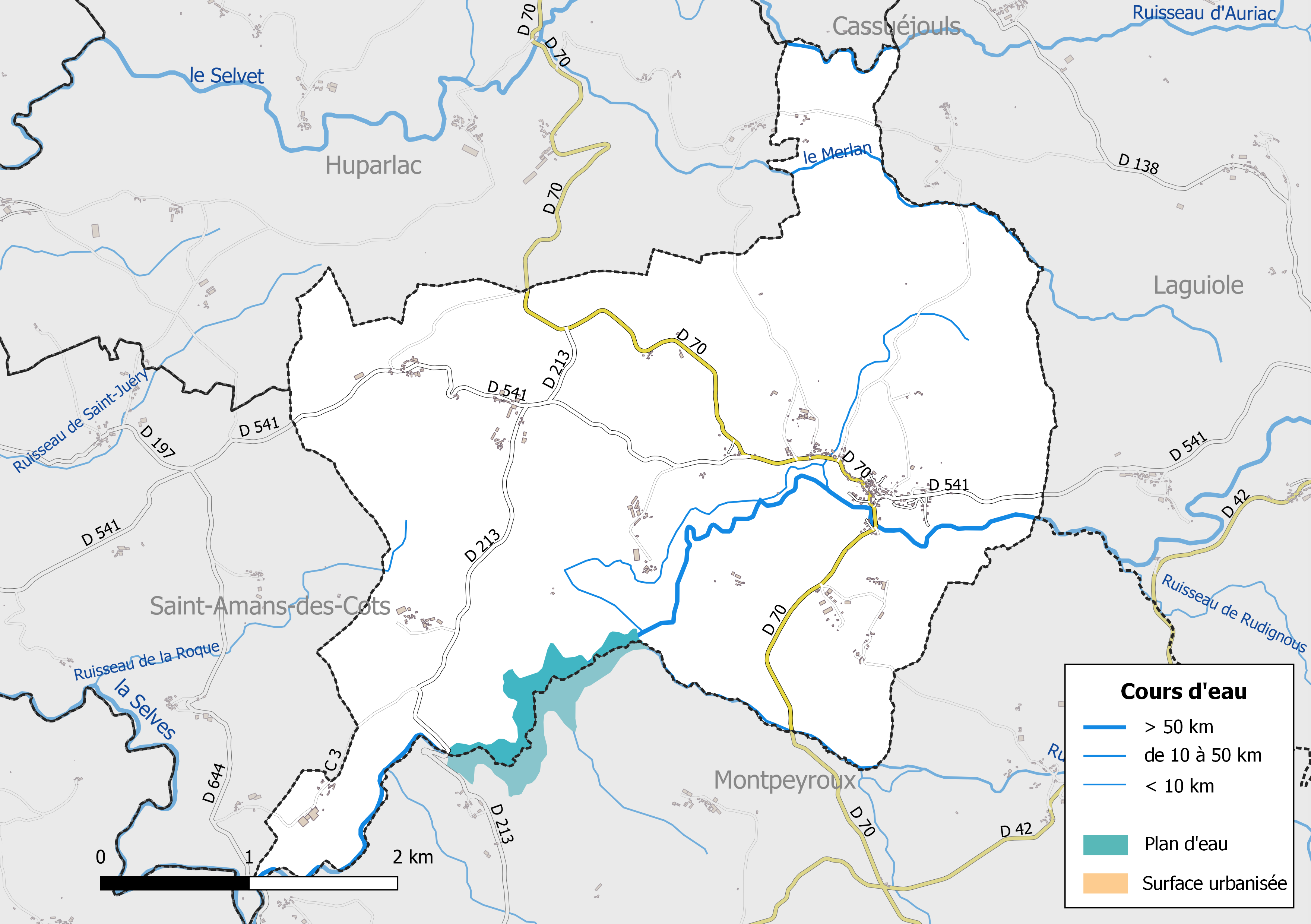
Réseaux hydrographique et routier de Soulages-Bonneval.

La commune est drainée par la Selves, le ruisseau d'Auriac, le Merlan, le ruisseau de Maganiou, le ruisseau de la Roque et par divers petits cours d'eau.
La Selves, d'une longueur totale de 44,5 km, prend sa source dans la commune de Laguiole et se jette  dans la Truyère à Campouriez, après avoir arrosé 7 communes. Elle baigne la commune sur huit kilomètres dont la moitié lui servent de limite territoriale au sud-ouest.
Le ruisseau d'Auriac, sous-affluent du Selvet, d'une longueur totale de 9,8 km, prend sa source dans la commune de Laguiole et se jette dans le ruisseau de Galdun en limite de Cassuéjouls et d'Huparlac, après avoir baigné 4 communes.
Le lac des Galens complète le réseau hydrographique. Il est situé sur la limite séparative des communes de Soulages-Bonneval et de Montpeyroux.

### Climat
Pour des articles plus généraux, voir Climat de l'Occitanie et Climat de l'Aveyron.
En 2010, le climat de la commune est de type climat de montagne, selon une étude s'appuyant sur une série de données couvrant la période 1971-2000. En 2020, Météo-France publie une typologie des climats de la France métropolitaine dans laquelle la commune est exposée à un climat de montagne et est dans la région climatique Sud-est du Massif Central, caractérisée par une pluviométrie annuelle de 1 000 à 1 500 mm, minimale en été, maximale en automne.
Pour la période 1971-2000, la température annuelle moyenne est de 9,1 °C, avec une amplitude thermique annuelle de 15,4 °C. Le cumul annuel moyen de précipitations est de 1 228 mm, avec 12 jours de précipitations en janvier et 7,5 jours en juillet. Pour la période 1991-2020, la température moyenne annuelle observée sur la station météorologique la plus proche, située sur la commune de Laguiole à 5 km à vol d'oiseau, est de 8,9 °C et le cumul annuel moyen de précipitations est de 1 441,2 mm,. Pour l'avenir, les paramètres climatiques de la commune estimés pour 2050 selon différents scénarios d'émission de gaz à effet de serre sont consultables sur un site dédié publié par Météo-France en novembre 2022.

### Milieux naturels et biodiversité

#### Espaces protégés
La protection réglementaire est le mode d’intervention le plus fort pour préserver des espaces naturels remarquables et leur biodiversité associée.
Dans ce cadre, la commune fait partie d'un espace protégé, le Parc naturel régional de l'Aubrac, créé par décret le 23 mai 2018 et d'une superficie de 220 284 ha sur 62 communes, dont 24 dans l'Aveyron, 12 dans le Cantal et 26 dans la Lozère. Région rurale de moyenne montagne, l’Aubrac possède un patrimoine encore bien préservé. Son économie rurale, ses paysages, ses savoir-faire, son environnement et son patrimoine culturel reconnus n'en demeurent pas moins vulnérables et menacés et c'est à ce titre que cette zone a été protégée ,.

#### Zones naturelles d'intérêt écologique, faunistique et floristique

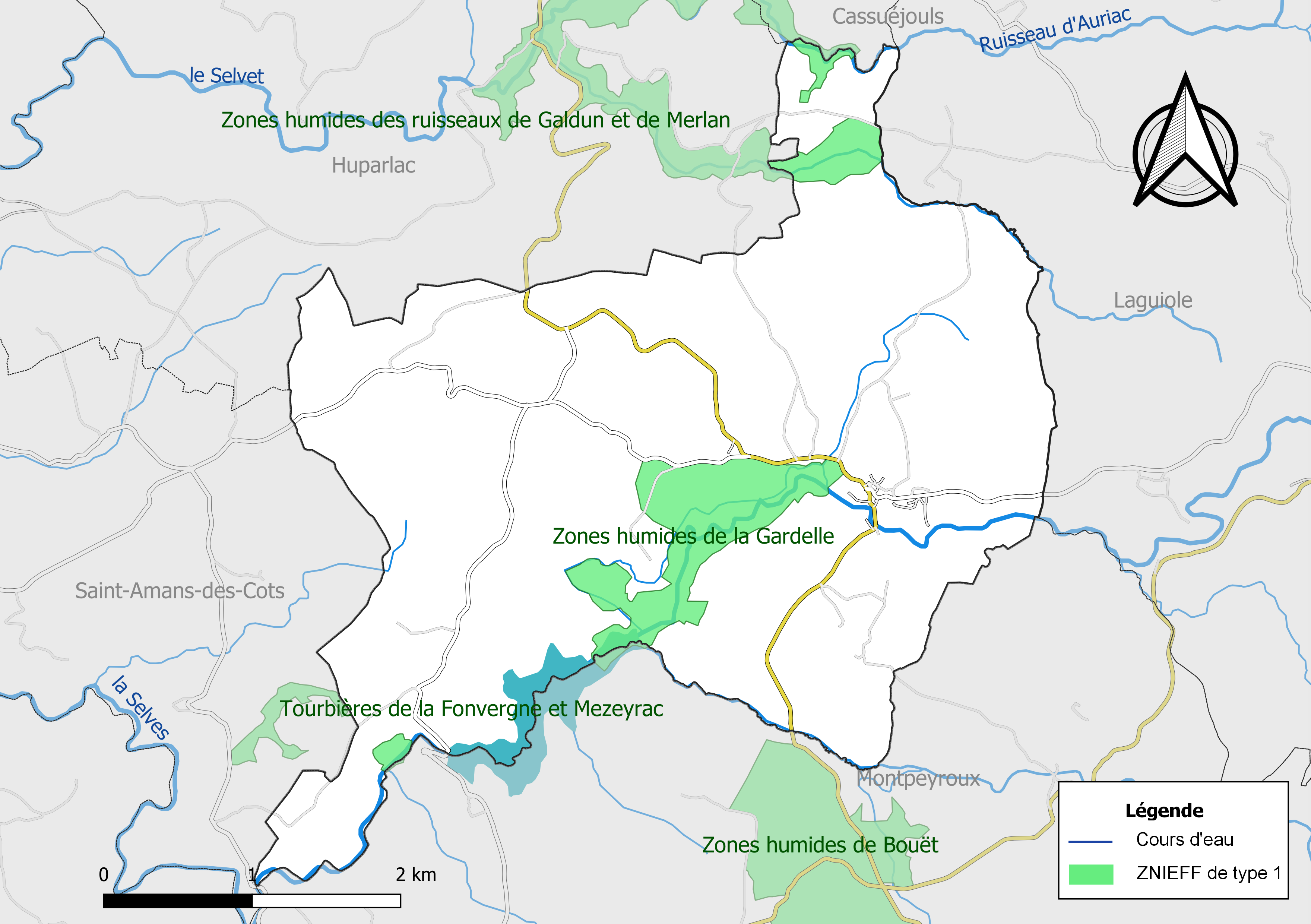
Carte des ZNIEFF de type 1 localisées sur la commune.

L’inventaire des zones naturelles d'intérêt écologique, faunistique et floristique (ZNIEFF) a pour objectif de réaliser une couverture des zones les plus intéressantes sur le plan écologique, essentiellement dans la perspective d’améliorer la connaissance du patrimoine naturel national et de fournir aux différents décideurs un outil d’aide à la prise en compte de l’environnement dans l’aménagement du territoire.
Le territoire communal de Soulages-Bonneval comprend trois ZNIEFF de type 1, : 
- les « Tourbières de la Fonvergne et Mezeyrac » (14,9 ha), couvrant 3 communes du département[16] ;
- les « Zones humides de la Gardelle » (91,5 ha), couvrant 2 communes du département[17] ;
- les « Zones humides des ruisseaux de Galdun et de Merlan » (168,4 ha), couvrant 4 communes du département[18].

## Urbanisme

### Typologie
Au 1er janvier 2024, Soulages-Bonneval est catégorisée commune rurale à habitat dispersé, selon la nouvelle grille communale de densité à 7 niveaux définie par l'Insee en 2022.
Elle est située hors unité urbaine et hors attraction des villes,.

### Occupation des sols

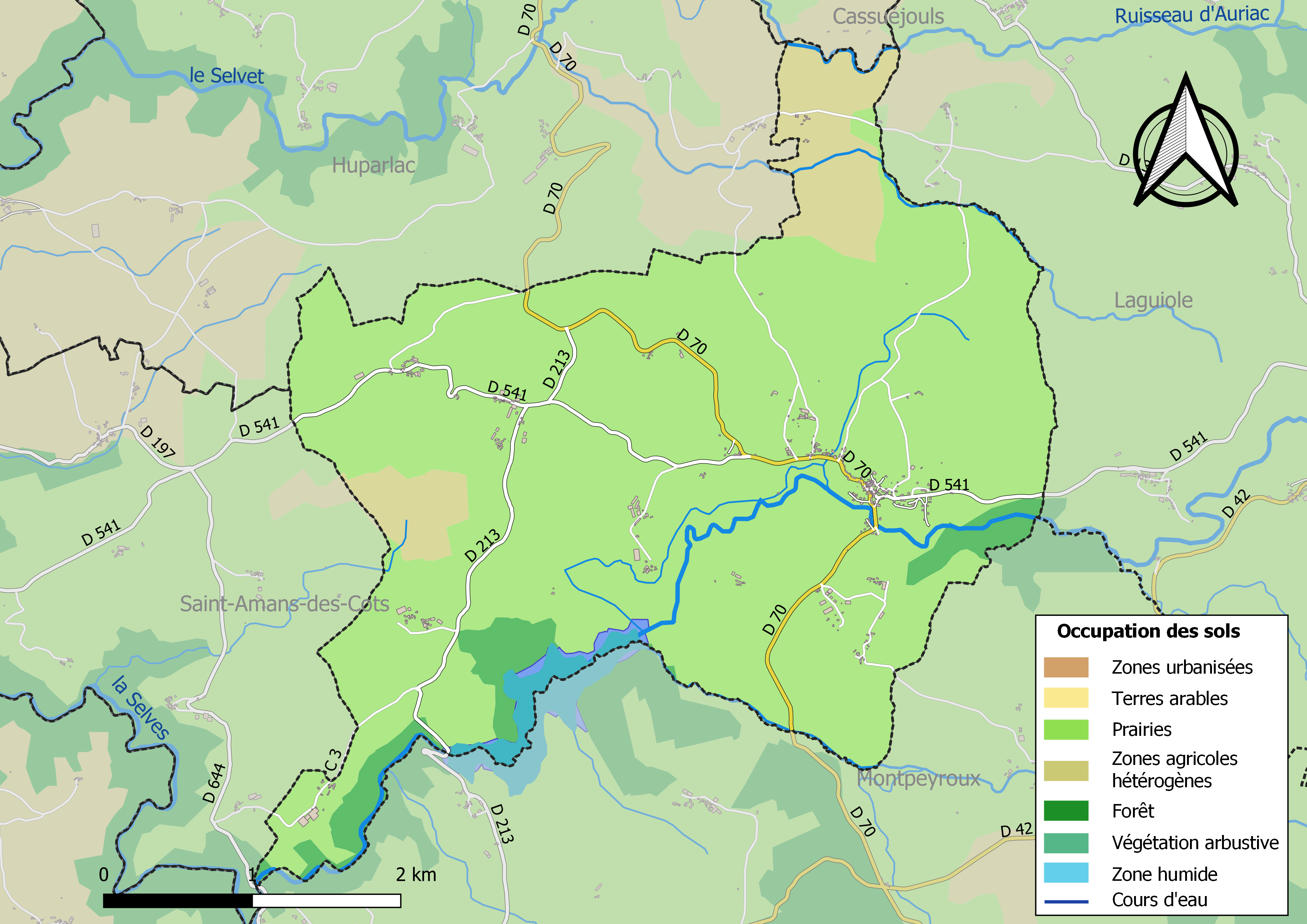
Infrastructures et occupation des sols de la commune de Soulages-Bonneval.

L'occupation des sols de la commune, telle qu'elle ressort de la base de données européenne d’occupation biophysique des sols Corine Land Cover (CLC), est marquée par l'importance des territoires agricoles (93,8 % en 2018), en augmentation par rapport à 1990 (92,7 %). La répartition détaillée en 2018 est la suivante : 
prairies (86 %), zones agricoles hétérogènes (7,7 %), forêts (4,7 %), eaux continentales (1,6 %).

### Planification
La commune disposait en 2017 d'un plan d'occupation des sols approuvé et un plan local d'urbanisme était en révision. Le zonage réglementaire et le règlement associé peuvent être consultés sur le Géoportail de l'urbanisme.

### Risques majeurs
Le territoire de la commune de Soulages-Bonneval est vulnérable à différents aléas naturels : climatiques (hiver exceptionnel ou canicule), feux de forêts et séisme (sismicité faible).
Il est également exposé à un risque particulier, le risque radon,.

#### Risques naturels
Le Plan départemental de protection des forêts contre les incendies découpe le département de l’Aveyron en sept « bassins de risque » et définit une sensibilité des communes à l’aléa feux de forêt (de faible à très forte). La commune est classée en sensibilité faible.
Les mouvements de terrains susceptibles de se produire sur la commune sont liés au retrait-gonflement des argiles, conséquence d'un changement d'humidité des sols argileux. Les argiles sont capables de fixer l'eau disponible mais aussi de la perdre en se rétractant en cas de sécheresse. Ce phénomène peut provoquer des dégâts très importants sur les constructions (fissures, déformations des ouvertures) pouvant rendre inhabitables certains locaux. La carte de zonage de cet aléa peut être consultée sur le site de l'observatoire national des risques naturels Georisques

#### Risque particulier
Dans plusieurs parties du territoire national, le radon, accumulé dans certains logements ou autres locaux, peut constituer une source significative d’exposition de la population aux rayonnements ionisants. Toutes les communes du département sont concernées par le risque radon à un niveau plus ou moins élevé. Selon le dossier départemental des risques majeurs du département établi en 2013, la commune de Soulages-Bonneval est classée à risque moyen à élevé. Un décret du 4 juin 2018 a modifié la terminologie du zonage définie dans le code de la santé publique et a été complété par un arrêté du 27 juin 2018 portant délimitation des zones à potentiel radon du territoire français. La commune est désormais en zone 3, à savoir zone à potentiel radon significatif.

## Histoire
Entre 1790 et 1794, Soulages-Bonneval absorbe trois communes : Lagardelle, Les Salles et Soulaguet. La commune est ensuite rattachée à celle de Cassuéjouls de 1833 jusqu'en 1844.

## Politique et administration

### Découpage territorial
La commune de Soulages-Bonneval est membre de la communauté de communes Aubrac, Carladez et Viadène, un établissement public de coopération intercommunale (EPCI) à fiscalité propre créé le 1er janvier 2017 dont le siège est à Laguiole. Ce dernier est par ailleurs membre d'autres groupements intercommunaux.
Sur le plan administratif, elle est rattachée à l'arrondissement de Rodez, au département de l'Aveyron et à la région Occitanie. Sur le plan électoral, elle dépend du  canton d'Aubrac et Carladez pour l'élection des conseillers départementaux, depuis le redécoupage cantonal de 2014 entré en vigueur en 2015, et de la première circonscription de l'Aveyron  pour les élections législatives, depuis le dernier découpage électoral de 2010.

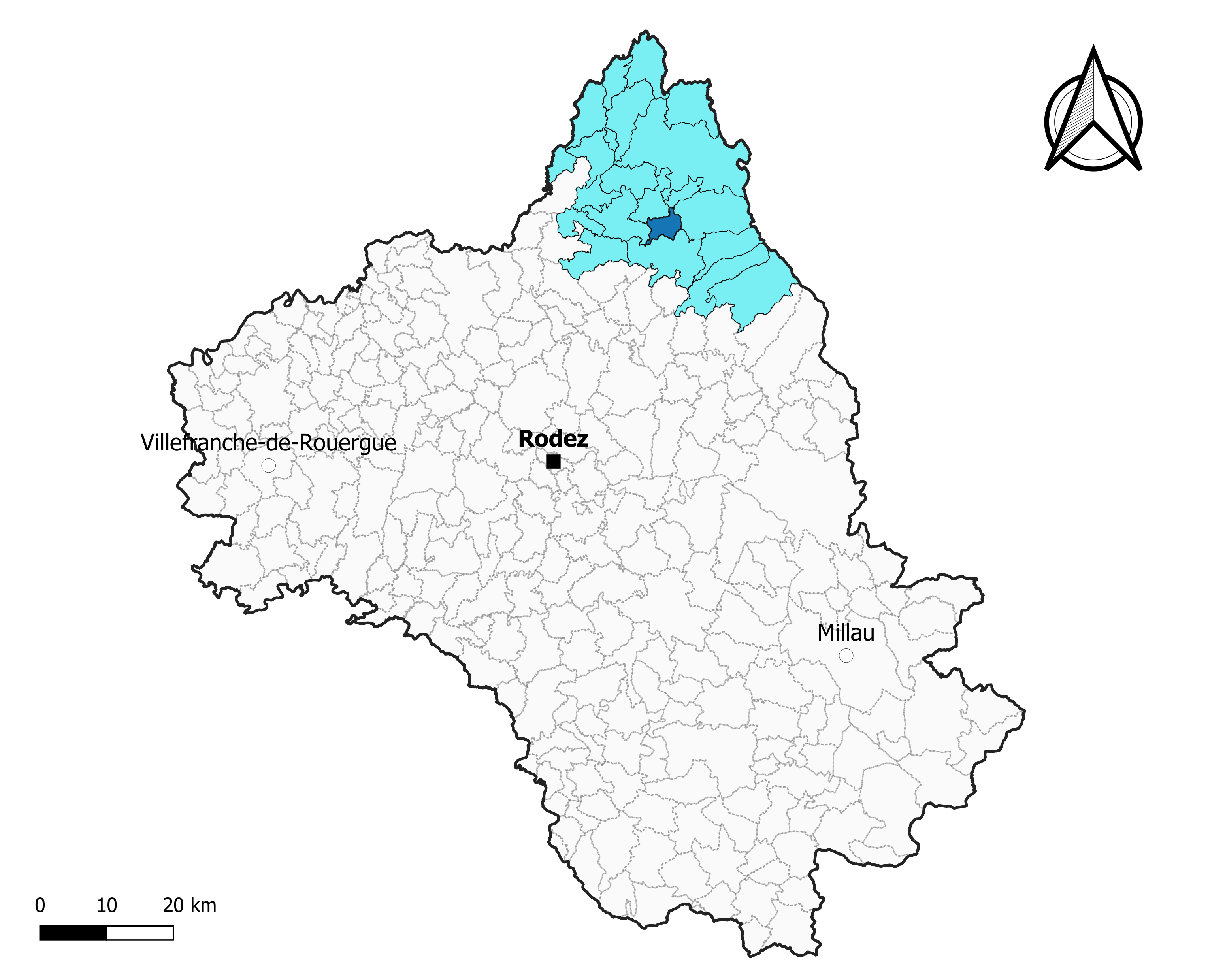
Soulages-Bonneval dans l'intercommunalité en 2020[Note 2].
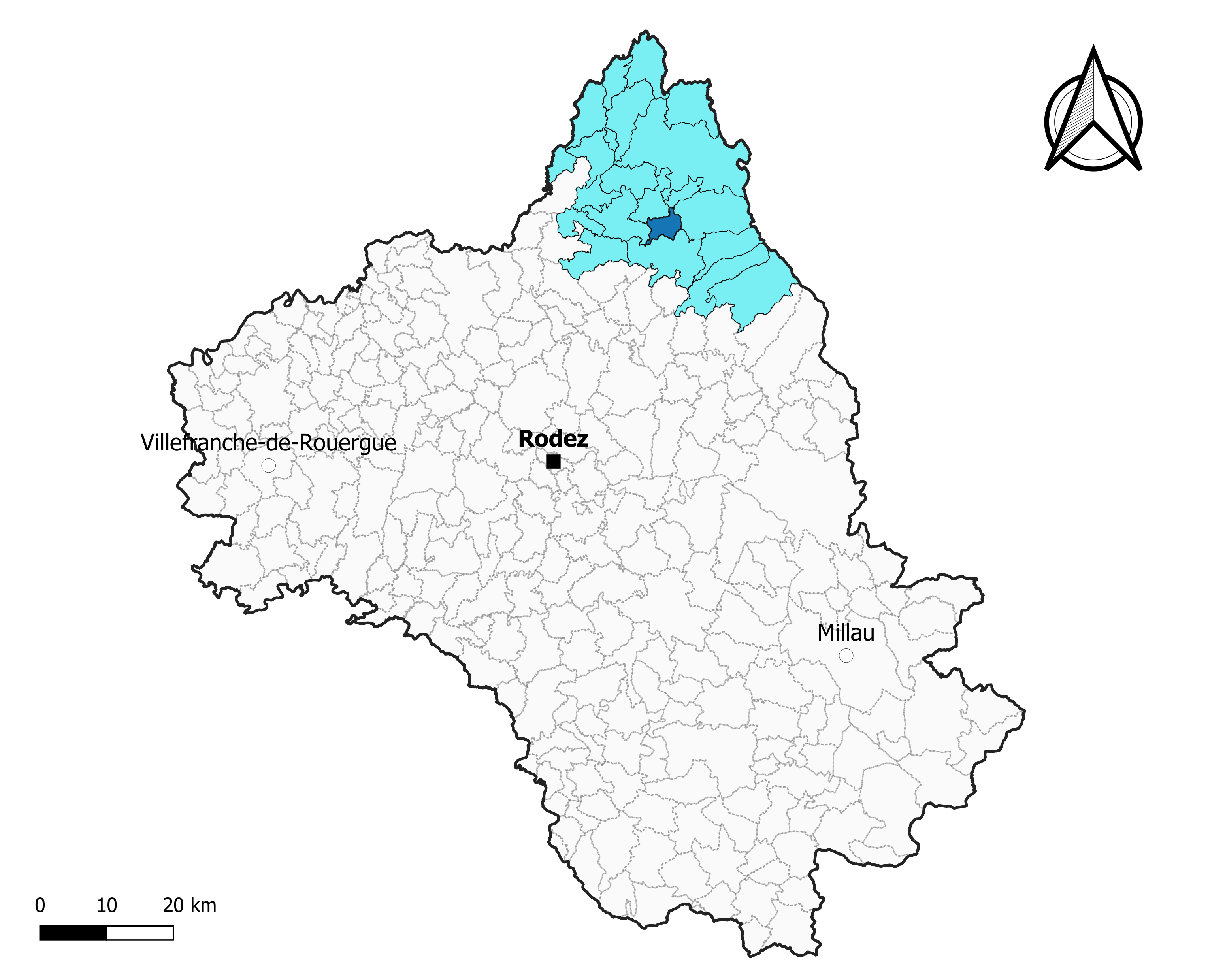
Soulages-Bonneval dans le canton d'Aubrac et Carladez en 2020 (périmètre identique à celui de la carte précédente).
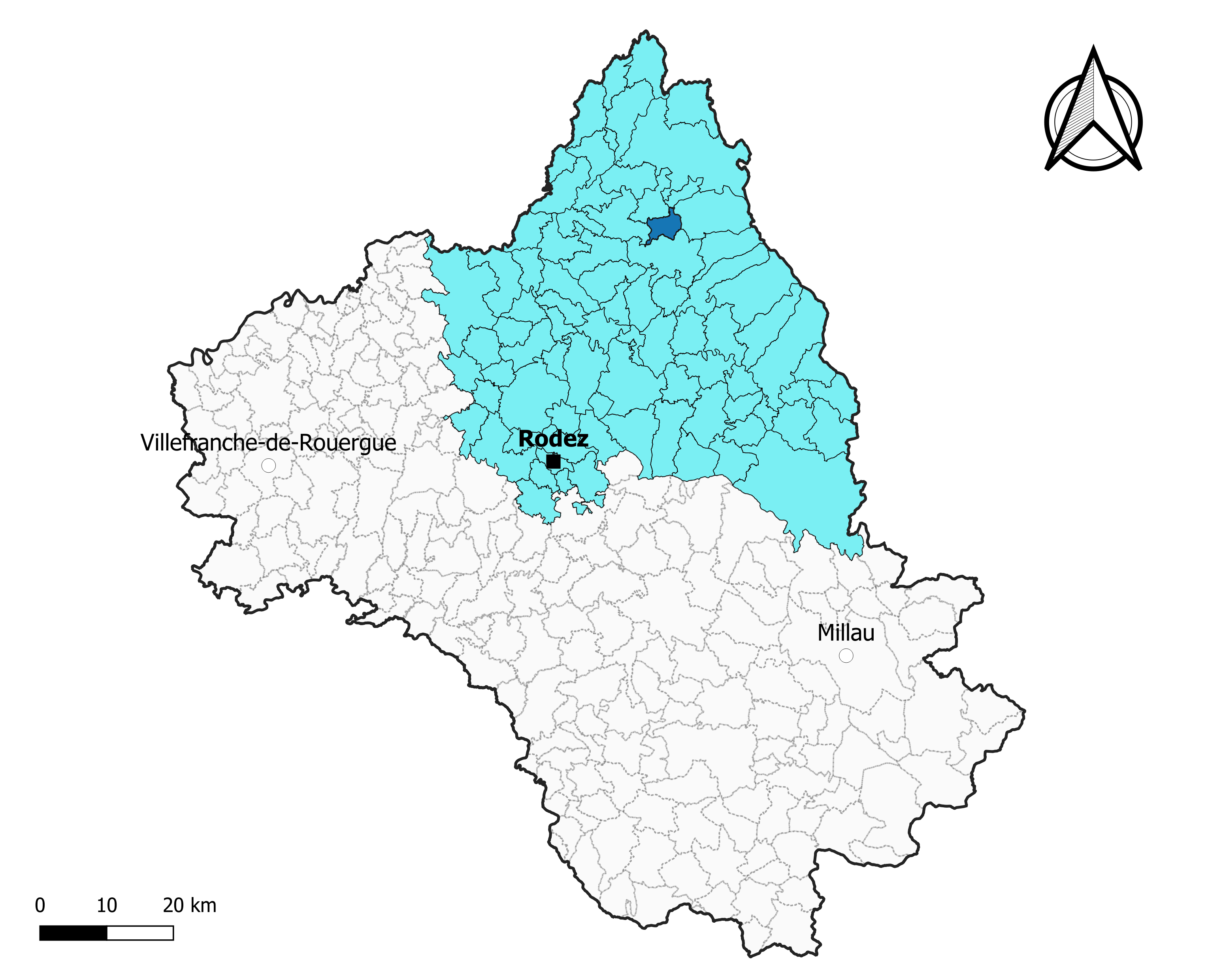
Soulages-Bonneval dans l'arrondissement de Rodez en 2020.

### Élections municipales et communautaires

#### Élections de 2020
Le conseil municipal de Soulages-Bonneval, commune de moins de 1 000 habitants, est élu au scrutin majoritaire plurinominal à deux tours avec candidatures isolées ou groupées et possibilité de panachage. Compte tenu de la population communale, le nombre de sièges à pourvoir lors des élections municipales de 2020 est de 11. Sur les quatorze candidats en lice, onze sont élus dès le premier tour, le 15 mars 2020, correspondant à la totalité des sièges à pourvoir, avec un taux de participation de 48,05 %.
Alice Veyre est élue nouvelle maire de la commune en mai 2020, fonction dont elle démissionne, remplacée au mois d'août suivant par Lionel Pigot.
Dans les communes de moins de 1 000 habitants, les conseillers communautaires sont désignés parmi les conseillers municipaux élus en suivant l’ordre du tableau (maire, adjoints puis conseillers municipaux) et dans la limite du nombre de sièges attribués à la commune au sein du conseil communautaire. Un siège est attribué à la commune au sein de la communauté de communes Aubrac, Carladez et Viadène.

#### Liste des maires
| Période                                  | Période   | Identité           | Étiquette | Qualité                   |
| ---------------------------------------- | --------- | ------------------ | --------- | ------------------------- |
| Les données manquantes sont à compléter. |           |                    |           |                           |
| 1792                                     | 1796      | Guillaume Birou    |           |                           |
| 1972                                     | 1983      | Suzanne Cresteil   |           |                           |
| 1983                                     | 1995      | Anne-Marie Calmels |           |                           |
| 1995                                     | 2014      | Gérard Alazard     | UMP       |                           |
| 2014                                     | mai 2020  | Cyrille Bourrier   | SE        | Entrepreneur en bâtiments |
| mai 2020                                 | août 2020 | Alice Veyre        |           |                           |
| août 2020                                | En cours  | Lionel Pigot       |           |                           |

## Démographie
L'évolution du nombre d'habitants est connue à travers les recensements de la population effectués dans la commune depuis 1793. Pour les communes de moins de 10 000 habitants, une enquête de recensement portant sur toute la population est réalisée tous les cinq ans, les populations de référence des années intermédiaires étant quant à elles estimées par interpolation ou extrapolation. Pour la commune, le premier recensement exhaustif entrant dans le cadre du nouveau dispositif a été réalisé en 2004.

En 2022, la commune comptait 302 habitants, en évolution de +2,03 % par rapport à 2016 (Aveyron : +0,37 %, France hors Mayotte : +2,11 %).
| 1793 | 1800 | 1846 | 1851 | 1856 | 1861 | 1866 | 1872 | 1876 |
| ---- | ---- | ---- | ---- | ---- | ---- | ---- | ---- | ---- |
| 322  | 301  | 458  | 555  | 498  | 406  | 416  | 442  | 411  |

| 1881 | 1886 | 1891 | 1896 | 1901 | 1906 | 1911 | 1921 | 1926 |
| ---- | ---- | ---- | ---- | ---- | ---- | ---- | ---- | ---- |
| 450  | 398  | 406  | 353  | 350  | 329  | 300  | 294  | 274  |

| 1931 | 1936 | 1946 | 1954 | 1962 | 1968 | 1975 | 1982 | 1990 |
| ---- | ---- | ---- | ---- | ---- | ---- | ---- | ---- | ---- |
| 289  | 287  | 281  | 267  | 257  | 230  | 260  | 255  | 259  |

| 1999 | 2004 | 2006 | 2009 | 2014 | 2019 | 2022 | - | - |
| ---- | ---- | ---- | ---- | ---- | ---- | ---- | - | - |
| 235  | 269  | 278  | 270  | 292  | 291  | 302  | - | - |

## Économie

### Revenus
En 2018  (données Insee publiées en septembre 2021), la commune compte 123 ménages fiscaux, regroupant 279 personnes. La médiane du revenu disponible par unité de consommation est de 20 160 € (20 640 € dans le département).

### Emploi
| Division       | 2008  | 2013  | 2018  |
| -------------- | ----- | ----- | ----- |
| Commune        | 5,8 % | 3,1 % | 2,5 % |
| Département    | 5,4 % | 7,1 % | 7,1 % |
| France entière | 8,3 % | 10 %  | 10 %  |

En 2018, la population âgée de 15 à 64 ans s'élève à 159 personnes, parmi lesquelles on compte 77,2 % d'actifs (74,7 % ayant un emploi et 2,5 % de chômeurs) et 22,8 % d'inactifs,. En  2018, le taux de chômage communal (au sens du recensement) des 15-64 ans est inférieur à celui de la France et département, alors qu'en 2008 il était supérieur à celui du département et inférieur à celui de la France.
La commune est hors attraction des villes,. Elle compte 88 emplois en 2018, contre 81 en 2013 et 84 en 2008. Le nombre d'actifs ayant un emploi résidant dans la commune est de 127, soit un indicateur de concentration d'emploi de 69,2 % et un taux d'activité parmi les 15 ans ou plus de 54,8 %.
Sur ces 127 actifs de 15 ans ou plus ayant un emploi, 49 travaillent dans la commune, soit 39 % des habitants. Pour se rendre au travail, 79,5 % des habitants utilisent un véhicule personnel ou de fonction à quatre roues, 7,9 % s'y rendent en deux-roues, à vélo ou à pied et 12,6 % n'ont pas besoin de transport (travail au domicile).

### Activités hors agriculture
33 établissements sont implantés  à Soulages-Bonneval au 31 décembre 2019. Le tableau ci-dessous en détaille le nombre par secteur d'activité et compare les ratios avec ceux du département,.
| Secteur d'activité                                                                                        | Commune | Commune | Département |
| Secteur d'activité                                                                                        | Nombre  | %       | %           |
| --- | ------- | ------- | ----------- |
| Ensemble                                                                                                  | 33      |         |             |
| Industrie manufacturière, industries extractives et autres                                                | 10      | 30,3 %  | (17,7 %)    |
| Construction                                                                                              | 4       | 12,1 %  | (13 %)      |
| Commerce de gros et de détail, transports, hébergement et restauration                                    | 11      | 33,3 %  | (27,5 %)    |
| Activités spécialisées, scientifiques et techniques et activités de services administratifs et de soutien | 4       | 12,1 %  | (12,4 %)    |
| Administration publique, enseignement, santé humaine et action sociale                                    | 1       | 3 %     | (12,7 %)    |
| Autres activités de services                                                                              | 3       | 9,1 %   | (7,8 %)     |

Le secteur du commerce de gros et de détail, des transports, de l'hébergement et de la restauration est prépondérant sur la commune puisqu'il représente 33,3 % du nombre total d'établissements de la commune (11 sur les 33 entreprises implantées  à Soulages-Bonneval), contre 27,5 % au niveau départemental.

### Agriculture
La commune est dans l'Aubrac, une petite région agricole occupant le nord du département de l'Aveyron. En 2020, l'orientation technico-économique de l'agriculture  sur la commune est l'élevage bovin, orientation mixte lait et viande.
|               | 1988  | 2000  | 2010  | 2020  |
| ------------- | ----- | ----- | ----- | ----- |
| Exploitations | 28    | 25    | 23    | 21    |
| SAU (ha)      | 1 573 | 1 759 | 1 742 | 1 796 |

Le nombre d'exploitations agricoles en activité et ayant leur siège dans la commune est passé de 28 lors du recensement agricole de 1988  à 25 en 2000 puis à 23 en 2010 et enfin à 21 en 2020, soit une baisse de 25 % en 32 ans. Le même mouvement est observé à l'échelle du département qui a perdu pendant cette période 51 % de ses exploitations,. La surface agricole utilisée sur la commune a quant à elle augmenté, passant de 1 573 ha en 1988 à 1 796 ha en 2020. Parallèlement la surface agricole utilisée moyenne par exploitation a augmenté, passant de 56 à 86 ha.

## Culture locale et patrimoine

### Lieux et monuments
- Église Sainte-Anne de Soulages-Bonneval.

Non loin du village se trouve le château du Bousquet avec ses mâchicoulis et ses tours. Un vrai château autrefois habité par la puissante famille des seigneurs de Roquefeuil et qui évoque un peu celui de la belle au Bois Dormant.

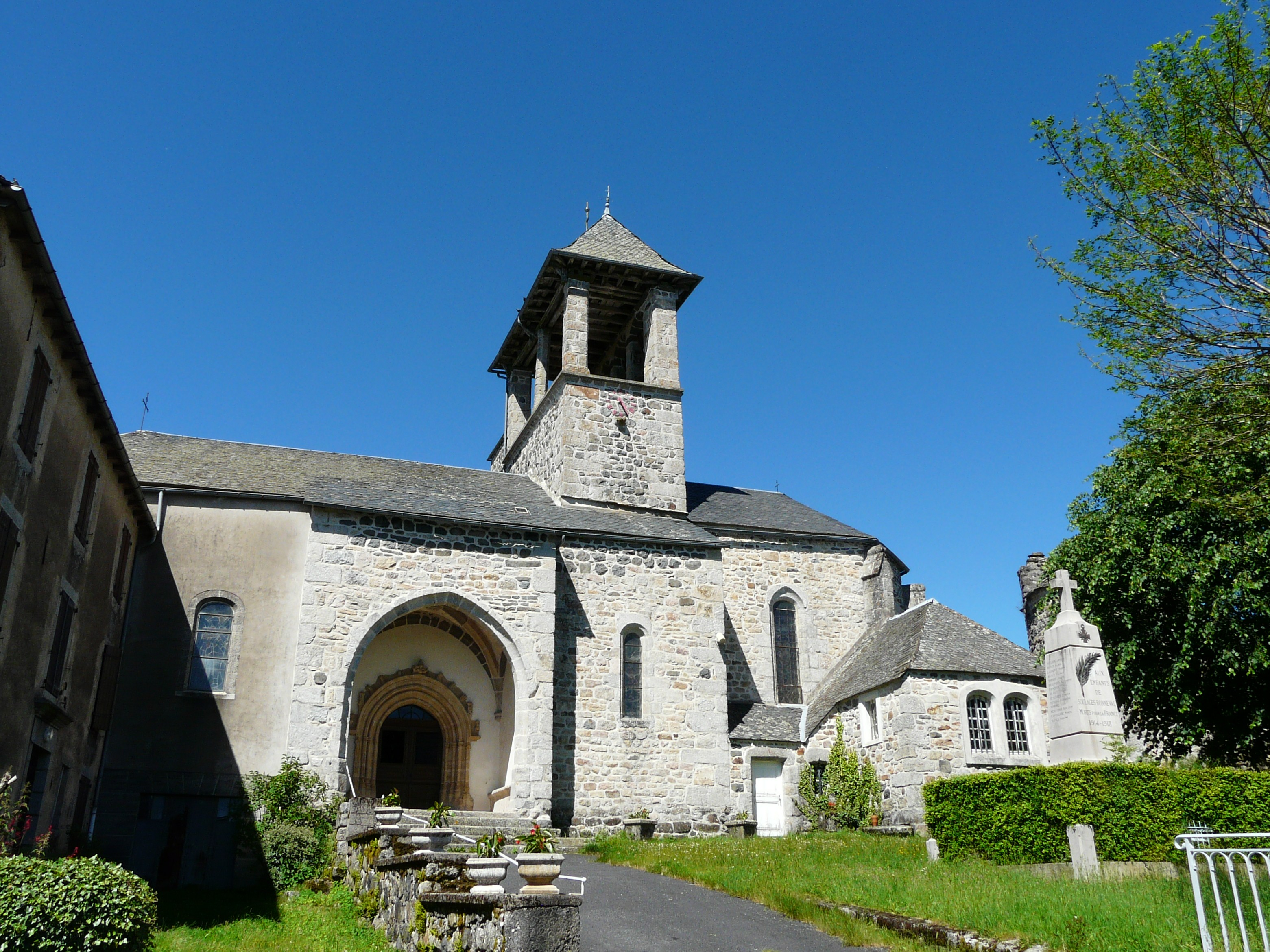
L'église.
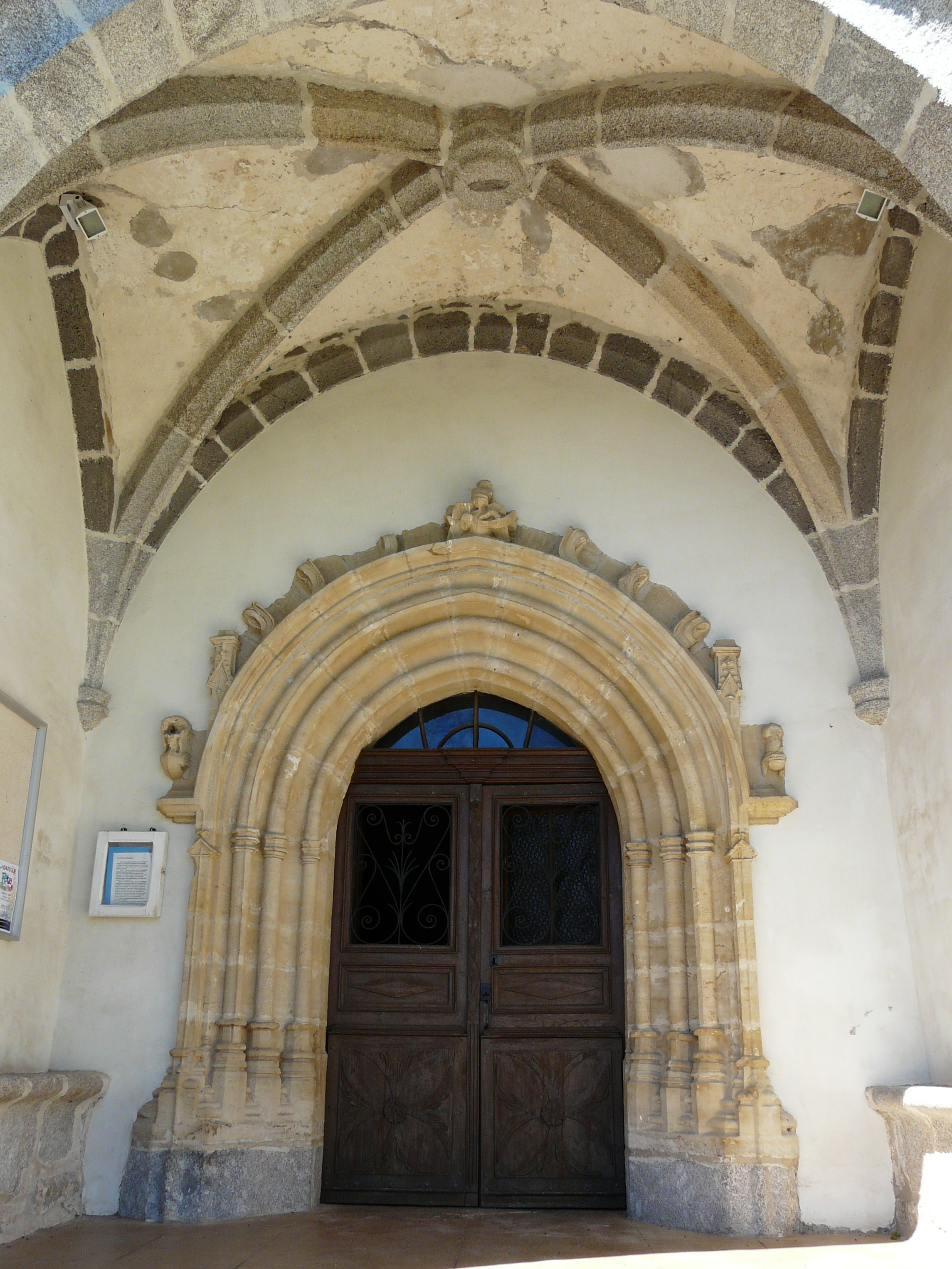
Son porche.
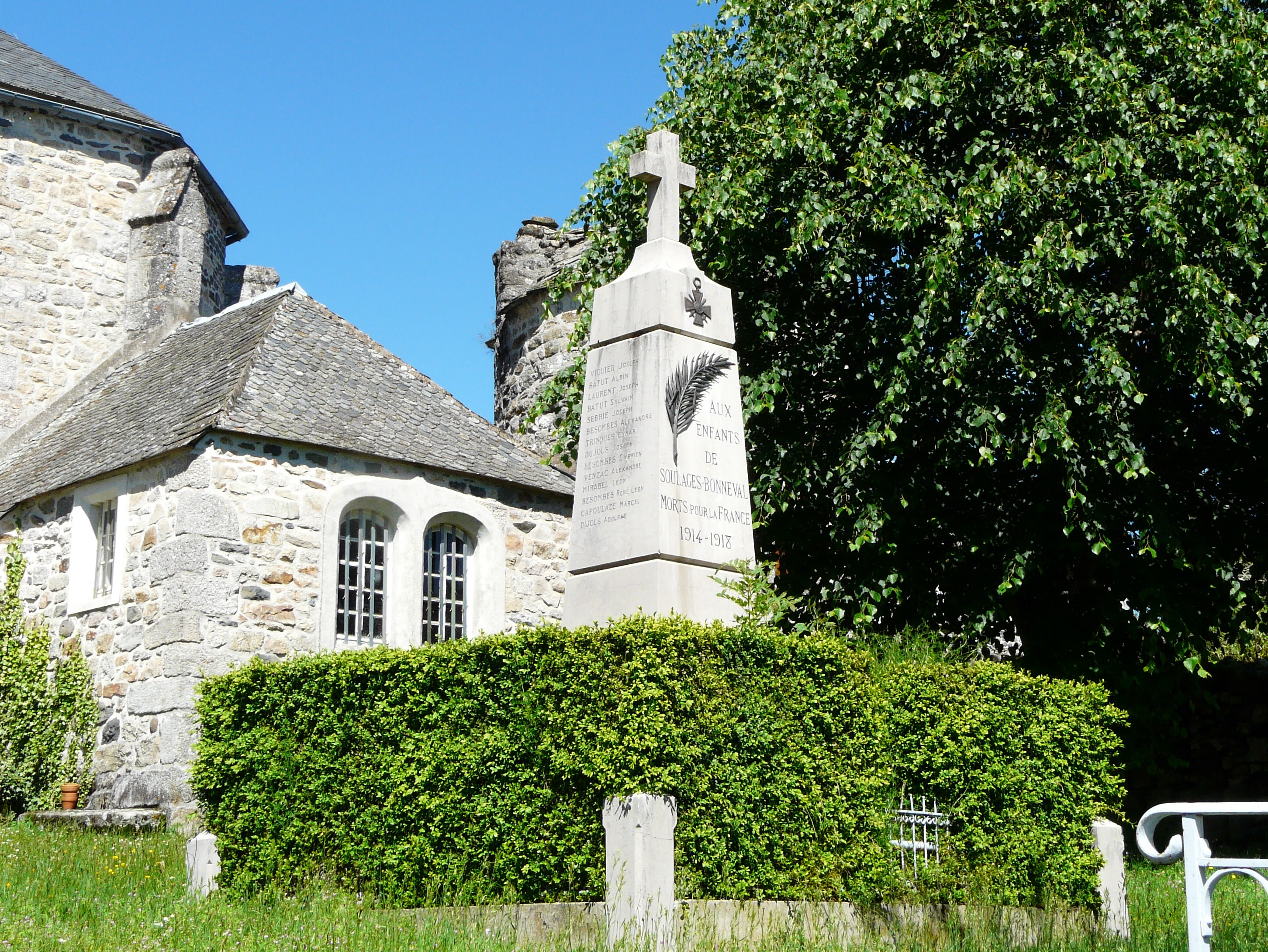
Le monument aux morts.
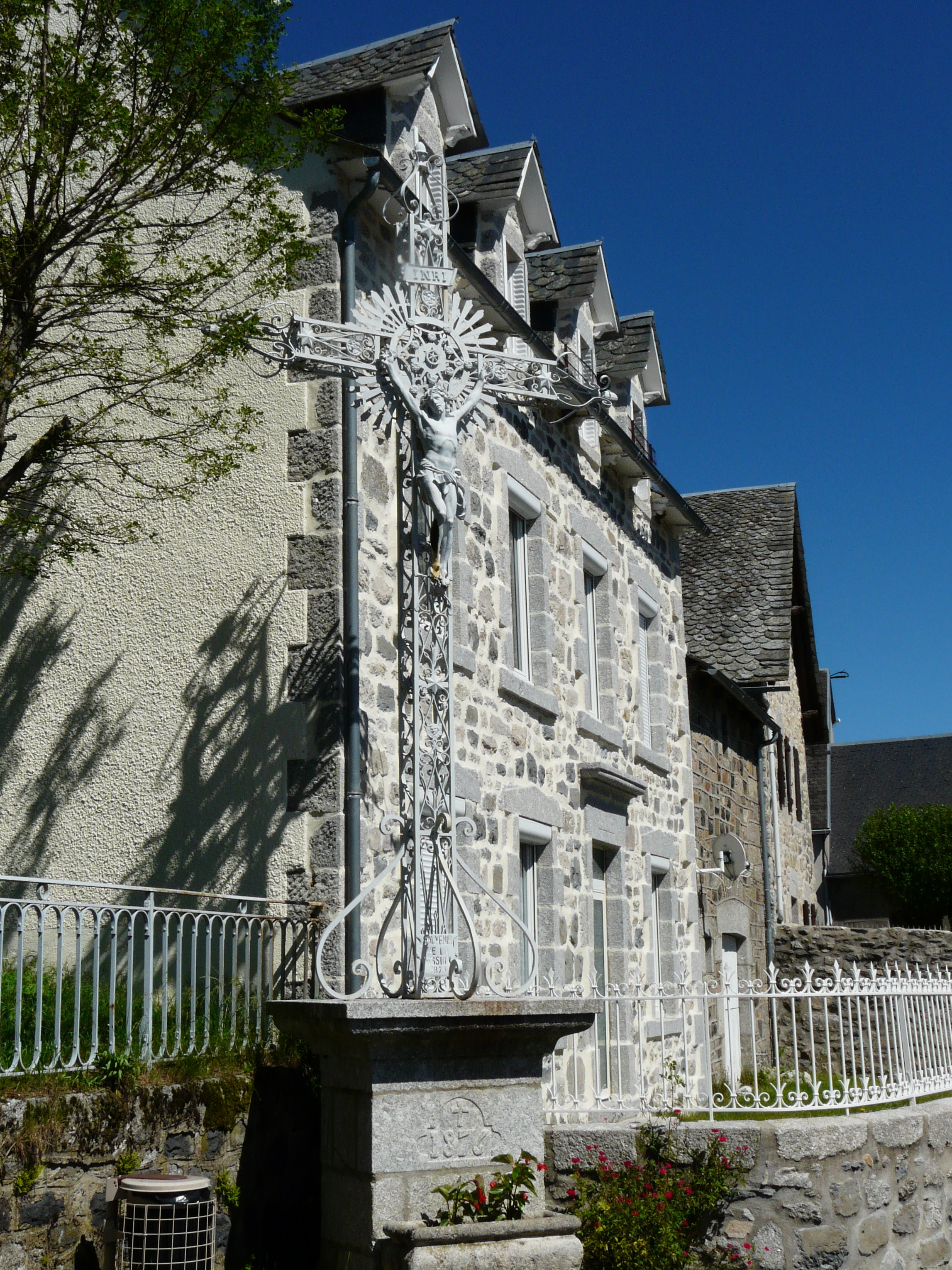
Croix de la mission de 1875.
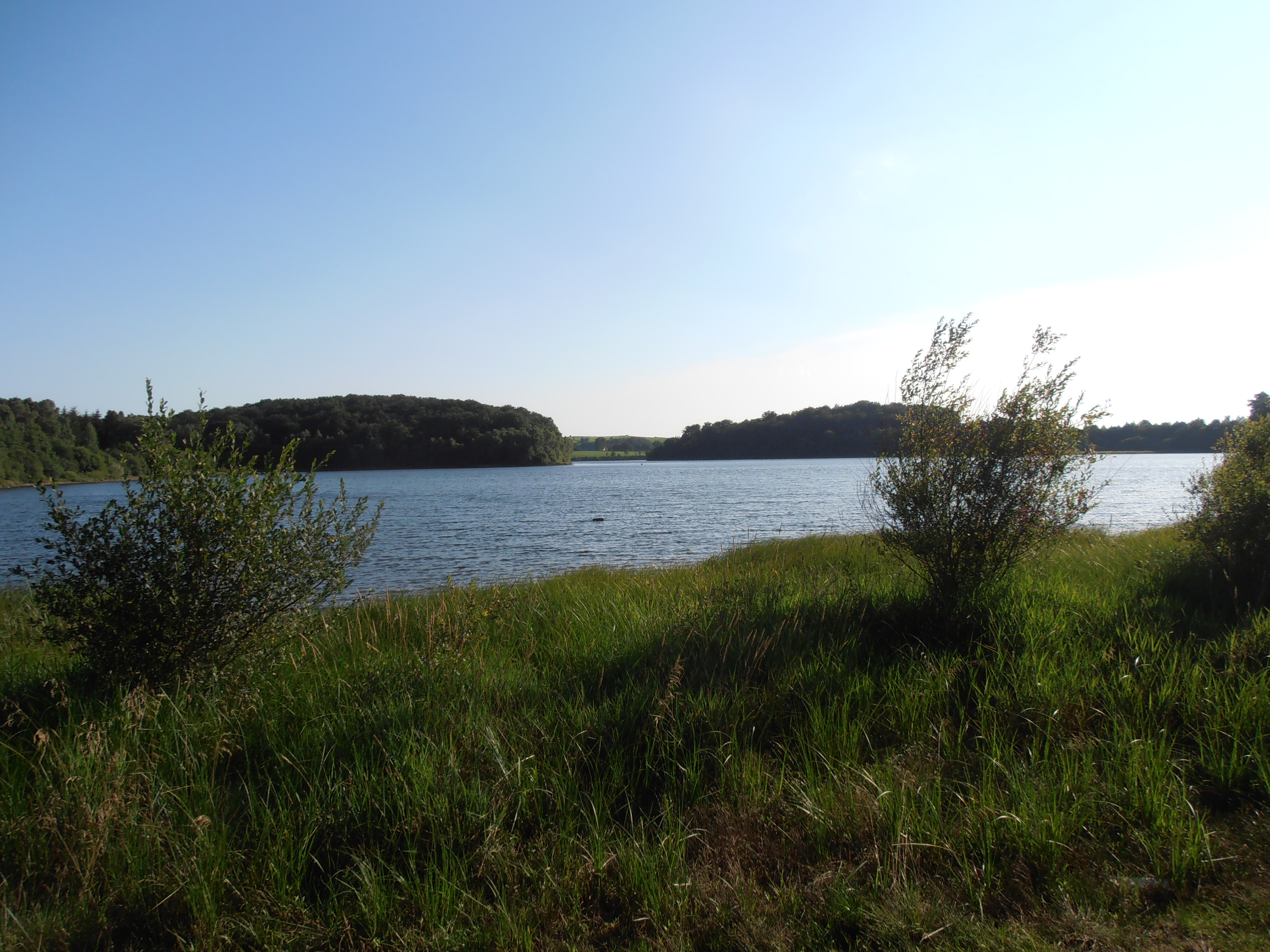
Le lac des Galens.

### Patrimoine environnemental
Le lac des Galens, un petit lac de plaine d’à peine 50 hectares, alimenté par la Selves avec ses berges en pente douce et ses barques de pêcheurs, est fréquenté par les amateurs de carnassiers qui peuvent y prendre perche et sandre. Il est relié à la commune par un sentier de randonnée, le chemin de la Montagne de Crestou.

### Personnalités liées à la commune
- François-Guillaume Pons-Soulages (1729-1804), homme politique né et décédé à Soulages-Bonneval, député du tiers état aux états généraux de 1789.
- Raymond Capoulade, créateur d'un musée de la vie rurale en Aubrac et chevalier dans l'ordre des Arts et des Lettres.

## Héraldique
| Blason de Soulages-Bonneval | Blason  | D’azur, à une sainte vierge d’argent, tenant une croix d’or de sa main senestre contre sa poitrine, adextrée d’un donjon aussi d’argent, maçonné de sable, sommé de trois œufs de même. Le donjon posé sur un mont d’argent, s’étendant en pente douce aux pieds de la vierge. |
| Blason de Soulages-Bonneval | Détails | La sainte Vierge et le fond azur proviennent des armoiries de l’abbaye de Bonneval, seigneur de Soulages. La reprise intégrale des blasons de famille étant interdite pour les municipalités, il suffit d’en emprunter un ou plusieurs éléments. Le donjon symbolise la tour de la Gardelle, donjon flanqué d’une tourelle, vestiges de l’ancien château de la famille La-Gardelle. Il est posé sur un mont pour indiquer que ce secteur est montagneux, à l’inverse de Bonneval qui, comme l’indique son nom est dans une vallée. Les œufs au sommet du donjon représentent une des particularités du grenier de Capou, site où l’on peut admirer entre autres outils anciens, une collection de nids d’oiseaux. Les ornements sont deux taureaux de la race Aubrac de sable qui honorent l’élevage et indiquent que le village est inscrit dans le périmètre de ce territoire en cours de préservation. Ils sont posés sur une prairie herbeuse de sinople qui symbolise les pâturages et la polyculture du village. Le listel d'argent porte le nom de la commune en lettres majuscules de sable. La couronne de tours dit que l’écu est celui d’une commune ; elle n’a rien à voir avec des fortifications. Le statut officiel du blason reste à déterminer. |